# دانييل كيلغور
دانييل كيلغور (بالإنجليزية: Daniel Kilgore)‏ هو لاعب كرة قدم أمريكية أمريكي، ولد في 18 ديسمبر 1987 في كينغسبورت في الولايات المتحدة.

## وصلات خارجية
- دانييل كيلغور على موقع مرجع كرة القدم المحترفة.كوم (الإنجليزية)